# Castell de l'Aranyó
El castell de l'Aranyó, situat al poble de l'Aranyó, al municipi dels Plans de Sió, al nord-oest de Cervera, és un monument històric declarat bé cultural d'interès nacional.

## Història

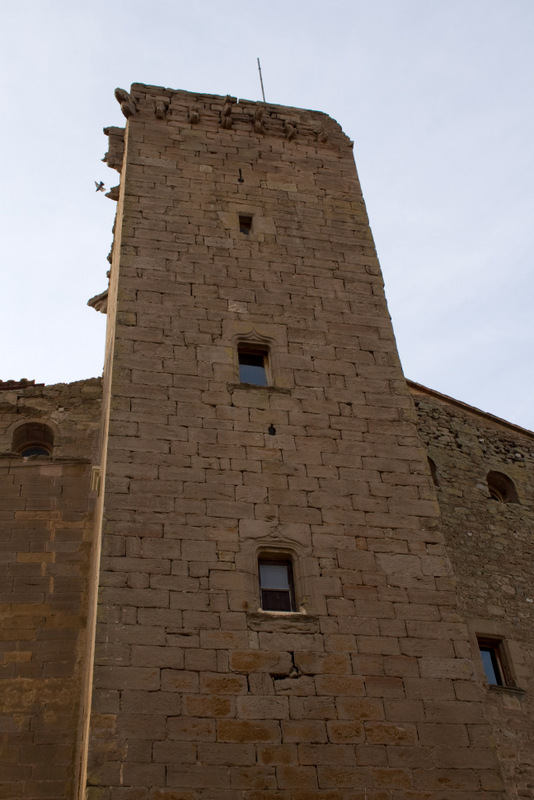
Castell de l'Aranyó

Està documentat des del segle xiv. La seva rodalia fou conquerida als andalusins a la primera meitat del segle xi i s'incorporà al comtat d'Urgell. El lloc de l'Aranyó és documentat ja l'any 1045 (1044) en què, entre les afrontacions del castell de Llor s'esmenta «ipsa Parada de ipso Aranno». El terme Aranyó apareix en la documentació l'any 1120.
A mitjan segle xii és conegut Berenguer de l'Aranyó, un dels repobladors de Lleida entre el 1150 i el 1175. L'any 1381, el castell pertanyia als nobles Montsuar. En el fogatjament del 1381 encara consta que Aranyó era dels Montsuar de Lleida. El domini passà a Arnau d'Alta-riba l'any 1424, i successivament, als Burguès i als Agulló, senyors de Bellver, a la fi del segle xvi.
L'edifici actual és el resultat de les reformes endegades cap al 1569 i que van canviar-ne la fesomia, car es va tractar d'una reforma que va donar lloc a un castell-residència.
Com a curiositat, cal destacar que en època de l'extinció dels senyorius (amortització), al segle xix (1831), el castell de l'Aranyó era propietat dels Pedrolo-Gomar, família del cèlebre escriptor català Manuel de Pedrolo, nascut al mateix castell l'any 1918.

## Arquitectura
S'observen en la construcció del castell tres fases ben diferenciades: d'una banda, la torre quadrada de planta poligonal amb carreus regulars de grans dimensions, que és l'element més antic, possiblement pensada com a torre de vigilància, i, de l'altra, dues ampliacions posteriors, una al llarg del segle xvi i l'altra del 1659, com s'aprecia en el ràfec-canaló de pedra sobre la porta d'entrada.

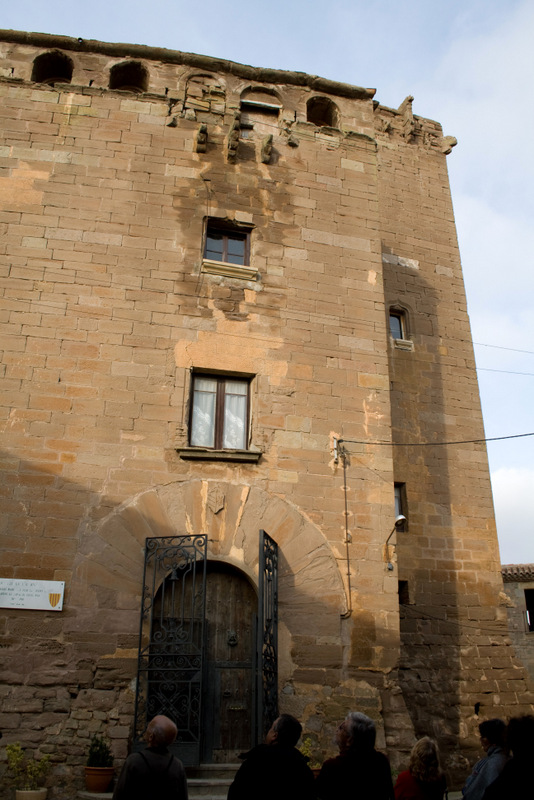
Castell de l'Aranyó

Les façanes són molt massisses ja que fou adaptat a missions de defensa i habitatge per a regiment. La façana principal té tres plantes amb el mur realitzat en grans carreus de pedra regulars. A la planta baixa s'obre la porta adovellada i un escut d'armes partit entre bandes i àguiles. A continuació, s'alcen dues plantes, on hi ha finestres quadrades amb motllures i la presència de les restes d'un matacà. La planta més alta presenta, en totes les façanes, una galeria d'arcs petits de mig punt i un ràfec- canaló de pedra que rematen l'edifici. La torre presenta finestres rectangulars amb diferents motllures i està rematada per matacans que li donaven la volta. La resta de façanes són gairebé massisses, i només presenten mínimes obertures de petites dimensions. A la part inferior de la torre es conserva l'entrada a el que podia ser la cisterna per proporcionar aigua al castell.

### Portal i restes de fortificació
Es tracta d'una sèrie d'arcades que condueixen cap al portal d'entrada al nucli. Les arcades són dobles, formades per arcs carpanells units a la part superior per grans lloses de pedra que formaven part de l'estructura defensiva i que possiblement servien com a pas de ronda. Els arcs i la base d'aquests estan realitzats amb carreus de pedra, la resta de mur està format per paredat. Aquesta estructura, connecta amb el portal d'accés al nucli, format per un arc de mig punt adovellat, per damunt del qual es van obrir finestres posteriorment amb decoració a la llinda. Finalment, aquest arc dona pas a una volta de canó que condueix fins a l'interior del nucli on hi ha situat el castell.